# Bernhard Hagen (Ethnologe)
Bernhard Hagen (* 23. November 1853 in Germersheim; † 3. Mai 1919 in Frankfurt am Main) war ein deutscher Arzt, Forschungsreisender, Anthropologe und Ethnologe. Er war seit 1886 verheiratet mit Anna Hagen, geb. Treichel.

## Leben

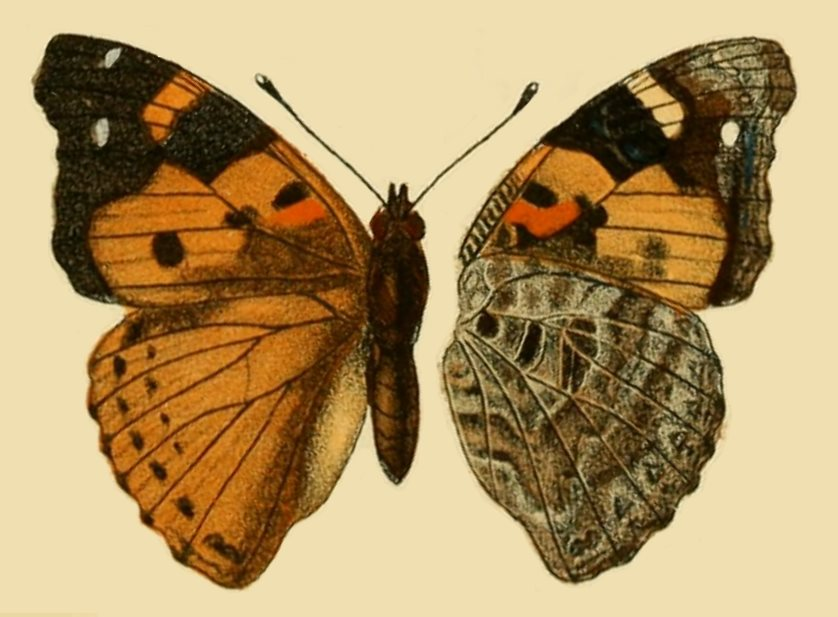
Abbildung des Schmetterlings Vanessa samani von Bernhard Hagen: Deutsche Entomologische Zeitschrift, Jahrgang 1896

Das Interesse an der Natur begann für Bernhard Hagen angeblich, als er in jungen Jahren einen präparierten Schmetterling geschenkt bekam. Direkt nach seinem Gymnasialabschluss im Jahre 1878 besuchte er die Universität München und begann dort sein Studium der Medizin. Dort besuchte er nebenher universitäre Veranstaltungen der anthropologischen Gesellschaft und naturwissenschaftlicher Fächer. Er bekam dadurch Kontakt zur Urgeschichte seiner Heimat, welche er in Erstlingsarbeiten erforschte. 
Bereits im Jahr 1879 ging er, nach kurzer Assistenzzeit am anatomischen Institut der Universität, nach Deli auf Sumatra, um dort als Plantagenarzt tätig zu sein. Diese Tätigkeit nutze er, um anthropologische Messungen an den Eingeborenen durchzuführen. Auch führte er zwei Expeditionen in die Hochebenen der Insel durch, welche in den Jahren 1881 und 1883 stattfanden und von der holländischen Regierung finanziert wurden. Durch seine Kontakte zur Regierung konnte er die holländische – indische Staatsprüfung ablegen und wurde 1887 mit der Wahrung des ärztlichen Dienstes auf der ganzen Ostküste Sumatras betraut. In dieser Position führte er seine Untersuchungen weiter, allerdings zwangen ihn Krankheiten (Dysenterie und Malaria) den Aufenthalt zu unterbrechen und sich in Europa zu erholen. Nach seiner Genesung trat er 1893 eine Stelle als Arzt bei der Astrolabe-Compagnie an. Er verbrachte dort zwei Jahre an der Küste Neuguineas, musste sich dann aber wieder aufgrund einer Krankheit zurückziehen.
Nach seiner Rückkehr wurde Frankfurt sein fester Wohnort. Hier verarbeitete er seine Forschungsergebnisse, die er in den Jahren in der Südsee gesammelt hat und fasste sie in seinem Werk „Unter den Papuas“ zusammen. Dieses Buch galt eine Zeit lang als Standardwerk über Neuguinea, da Hagen in ihm die Insel in geographischer, geologischer, zoologischer, botanischer, anthropologischer und ethnologischer Hinsicht beschreibt.
Im Jahr 1900 rief er die Frankfurter Anthropologische Gesellschaft ins Leben. Mit der Förderung von Oberbürgermeister Adickes ging aus der Gesellschaft das Städtische Völkerkundemuseum hervor, als dessen Gründer man Hagen betrachten kann. Er übernahm ehrenamtlich die Leitung des Museums und erweiterte dessen Fundus mit Stücken aus seiner privaten Sammlung und durch neue Exponate von Forschungsreisen. Im Rahmen seiner Tätigkeiten hielt er Vorträge zur Volksbildung, übernahm eine Dozentur für Entomologie am Senckenberg-Institut, erhielt Lehraufträge für Völkerkunde an der Universität Heidelberg und an der Akademie für Sozial- und Handelswissenschaften Frankfurt. 1900 wurde er außerdem Mitglied der Leopoldina. Seit 1909 war Hagen Vorsitzender des Vereins für Geographie und Statistik, welcher ihn mit der Silbernen Rüppell-Medaille auszeichnete. Eine weitere Auszeichnung erhielt er 1914, als er zum Honorarprofessor für Anthropologie an der Universität Frankfurt wurde. Am 3. Mai 1919 starb Bernhard Hagen an einer Lungenentzündung in Folge einer Grippe.

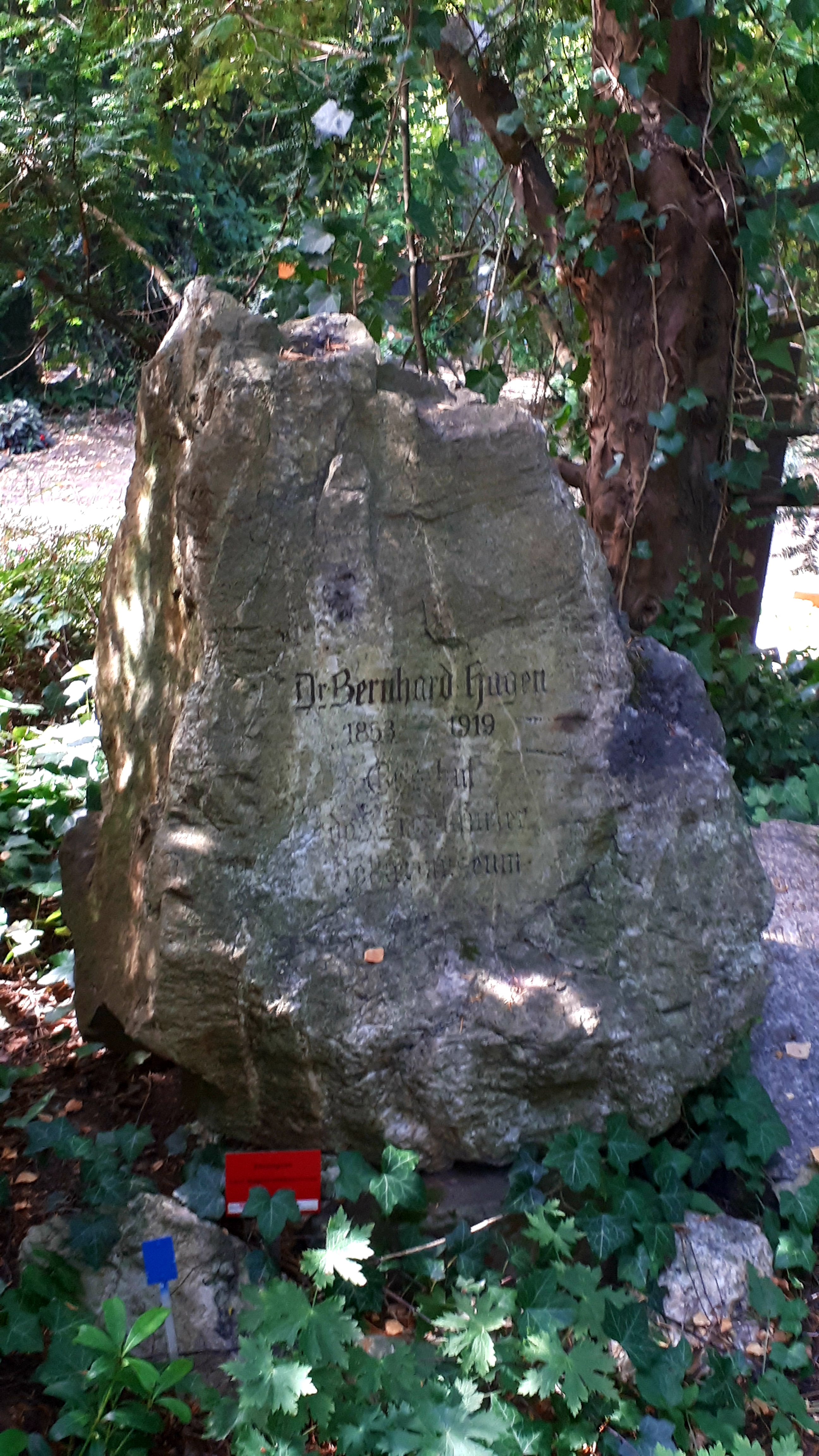
Hagens Grab auf den Hauptfriedhof in Frankfurt a. M., Gewann XIV 386

## Erinnerung
Die Anthropologische Gesellschaft vergibt als Ehrengeschenk an ihre Förderer eine Bernhard-H.-Medaille.

## Schriften (Auswahl)
- Unter den Papua's. Beobachtungen und Studien über Land und Leute, Thier- und Pflanzenwelt in Kaiser-Wilhelmsland. Kreidel, Wiesbaden 1899 (Online-Ausgabe: Universitätsbibliothek Johann Christian Senckenberg, Frankfurt am Main 2018).